# 5382 McKay
Az 5382 McKay (ideiglenes jelöléssel 1991 JR2) a Naprendszer kisbolygóövében található aszteroida. Robert H. McNaught fedezte fel 1991. május 8-án.